# Enny Meunier
Enny Meunier (Amsterdam, 24 april 1912 - Den Haag, 18 juni 1996) was een Nederlands actrice. Ze woonde vanaf 1933 in Den Haag en was gehuwd met de jiu-jitsu- en judo-pionier Maurice van Nieuwenhuizen (1912-1998).
Ze was een dochter van Maurice Meunier en Marie Nagtegaal. Zij werkte na vijf jaar hbs korte tijd op het persbureau van Vaz Dias, maar besloot toen in de voetsporen van haar ouders te treden.
In 1929 vond haar debuut plaats als volontaire bij het Schouwtoneel, het begin van een lange loopbaan waarin zij belangrijke rollen speelde bij grote gezelschappen, radio- en tv-werk deed, tweemaal gekozen werd voor de beste vrouwelijke bijrol ('55/'56 Ornifie, '63/'64 Schakels) en in 1964 voor haar rol in Schakels werd onderscheiden met de Colombina.

## Televisiewerk
- Speelmakkertjes van Johnny Speight (1964)
- Mooi weer vandaag van David Storey (1971)

- International Standard Name Identifier: 0000 0003 8852 4855
- MusicBrainz: 9881471a-a4f7-420e-894c-99874244b347
- Nederlandse Thesaurus van Auteursnamen: 072525304
- Virtual International Authority File: 281714687
- WorldCat: E39PBJhCJYQrwmbx7Vpkd7kRrq